# 穆薩島
穆薩島是蘇格蘭的島嶼，位於勒威克以南20公里的大西洋海域，屬於昔德蘭群島的一部分，長2.5公里、寬1公里，面積1.8平方公里，最高點海拔高度55米，島上無人居住。
60°00′N 1°10′W / 60.000°N 1.167°W